# David di Donatello 1956
La cerimonia di premiazione della 1ª edizione dei David di Donatello si è svolta il 5 luglio 1956 al Cinema Fiamma di Roma.

## Vincitori
Miglior regista

- Gianni Franciolini - Racconti romani

Migliore produttore

- Angelo Rizzoli - Grandi manovre (Les Grandes manoeuvres) (ex aequo)
- Goffredo Lombardo - Pane, amore e... (ex aequo)
- Nicolò Theodoli - Racconti romani (ex aequo)

Migliore attrice

- Gina Lollobrigida - La donna più bella del mondo

Migliore attore

- Vittorio De Sica - Pane, amore e...

Miglior produttore straniero

- Walt Disney - Lilli e il vagabondo (Lady and the Tramp)

Targa d'oro

- Stewart Granger, per la sua interpretazione in: I perversi (Footsteps in the Fog); regia di Arthur Lubin
- Jean Simmons, per la sua interpretazione in: I perversi (Footsteps in the Fog); regia di Arthur Lubin

Premio Ambasciata Francese: Miglior Film Sentimentale
- La rivale; regia di Anton Giulio Majano